# Peperomia purpurinodis
Peperomia purpurinodis är en pepparväxtart som beskrevs av Truman George Yuncker. Peperomia purpurinodis ingår i släktet peperomior, och familjen pepparväxter. Inga underarter finns listade i Catalogue of Life.